# Яблочкін Олексій Миколайович
Олексій Миколайович Яблочкін (рос. Алексей Николаевич Яблочкин; нар. 27 лютого 1912, Санкт-Петербург, Російська імперія — пом. 1984, Ленінград, СРСР) — радянський російський футболіст та тренер, виступав на позиції півзахисника. Майстер спорту СРСР.

## Кар'єра гравця
Вихованець клубу «Більшовик» (Ленінград), в якому розпочав кар'єру гравця. У 1936 році перейшов до команди «Червоної зарі» (Ленінград), яка незабаром змінила назву на «Електрик». На початку 1941 року на запрошення головного тренера Костянтина Лемешева перейшов у «Зеніт», за який грав до 1947 року. У 1948 році опинився в ленінградському «Суднобудівнику». Футбольну кар'єру завершив 1950 року в футболці «Калева» (Таллінн).

## Кар'єра тренера
Тренерську діяльність розпочав по завершенні кар'єри гравця. Спочатку допомагав тренувати «Калев» (Таллінн) та «Таллінн Балтік Лаевастік». Після цього тренував уфинський «Девон», який згодом змінив назву на «Будівельник». У 1954 році очолив «Калев» (Таллінн), а з 1956 по 1958 рік — «Зеніт» (Іжевськ). У 1958 році приєднався до тренерського штабу «Трудові резерви» (Ленінград), а наступного року став головним тренером команди. Потім очолював клуби «Металург» (Череповець), «Ільмень» (Новгород), «Зірка» (Перм) та «Спартак» (Орджонікідзе). У 1965 році разом зі збірною Ленінграда завоював срібні медалі на Всесоюзній Спартакіаді школярів. До червня 1966 року тренував кіровоградську «Зірку». У 1967 році призначений головним тренером «Нафтовика» (Фергана), яким керував до 1968 року. Потім тренував дітей у ленінградській ДЮСШ.
Помер у Ленінграді 1984 року у 72-річному віці.

## Досягнення

### Як гравця
«Електрик» (Ленінград)
- Кубок СРСР
  -  Фіналіст (1): 1938

«Зеніт» (Ленінград)
- Кубок СРСР
  -  Чемпіон (1): 1944

### Відзнаки
- Майстер спорту СРСР